# Grimmia curviseta
Grimmia curviseta là một loài Rêu trong họ Grimmiaceae. Loài này được Bouman mô tả khoa học đầu tiên năm 1991.